# أدريان كويل
أدريان كويل (بالإنجليزية: Adrian Cowell)‏ هو صانع أفلام وثائقية بريطاني، ولد في 2 فبراير 1934 في Tongshan, Xuzhou ‏ في الصين، وتوفي في 11 أكتوبر 2011 في لندن في المملكة المتحدة.

## وصلات خارجية
- الموقع الرسمي
- أدريان كويل على موقع IMDb (الإنجليزية)
- أدريان كويل على موقع قاعدة بيانات الفيلم (الإنجليزية)